# Han (zgrada)
Han je konačište uz cestu. Arhitektonski je orijentalnog stila gradnje. Služi za prihvat putnika i zaprega. U prenesenom značenju može značiti gostionicu. Građeni su u periodu osmanske vladavine. 
Ova je perzijska riječ ušla u hrvatski u kovanicama na -ana (svilana, toplana i dr.).